# Willy Caballero
Wilfredo „Willy“ Daniel Caballero Lazcano (* 28. September 1981 in Santa Elena, Provinz Entre Ríos) ist ein ehemaliger argentinischer Fußballtorhüter und heutiger Fußballtrainer. Er stand zuletzt als Spieler bis Sommer 2023 beim englischen Verein FC Southampton unter Vertrag und war argentinischer Nationalspieler. Caballero besitzt neben der argentinischen auch die spanische Staatsbürgerschaft.

## Spielerkarriere

### Vereinskarriere
Caballero stand zwischen 2001 und 2004 im Profikader der Boca Juniors und wechselte anschließend nach Spanien zum FC Elche. In der Winterpause der Saison 2005/06 wurde er für ein halbes Jahr an den argentinischen Klub Arsenal de Sarandí verliehen, für den er zu 13 Einsätzen kam. Für den FC Elche bestritt Caballero 151 Spiele. 2011 wechselte er für etwas mehr als eine Million Euro zum FC Málaga.
Zur Saison 2014/15 wechselte Caballero in die Premier League zu Manchester City. Er erhielt einen Dreijahresvertrag bis zum 30. Juni 2017.
Nachdem sein Vertrag bei Manchester City ausgelaufen war, schloss sich Caballero zur Spielzeit 2017/18 ablösefrei dem FC Chelsea an. Dort war er in seiner ersten Spielzeit der Ersatzmann von Thibaut Courtois und kam unter dem Cheftrainer Antonio Conte zu 3 Ligaeinsätzen. Zudem spielte er 6-mal im FA Cup und 4-mal im League Cup. In der Saison 2018/19 war Caballero hinter dem Neuzugang Kepa. Unter Contes Nachfolger Maurizio Sarri wurde er jeweils 2-mal in der Liga, im FA Cup und im League Cup eingesetzt. Zum 25. Spieltag der Saison 2019/20 wurde Caballero, der bis dahin hinter Kepa wieder nur in den nationalen Pokalwettbewerben zum Einsatz gekommen war, vom neuen Cheftrainer Frank Lampard, mit dem er in der Saison 2014/15 noch bei Manchester City zusammengespielt hatte, zur neuen Nummer 1 erklärt. Am 29. Spieltag kehrte Kepa in das Chelsea-Tor zurück. Am 1. Juli 2021 lief sein Vertrag beim FC Chelsea aus. Im Dezember 2021 wechselte er zum englischen Erstligisten FC Southampton. Im Sommer 2023 beendete er seine Karriere als Profifußballer.

### Nationalmannschaft
Caballero nahm mit der argentinischen U20-Nationalmannschaft an der Junioren-Weltmeisterschaft 2001 im eigenen Land teil. Nachdem er zunächst hinter Germán Lux nur Ersatztorhüter gewesen war, kam er ab dem Halbfinale zum Einsatz und gewann mit seiner Mannschaft den WM-Titel.
2004 stand er im Aufgebot der Argentinier für das olympische Turnier in Athen, kam aber beim Olympiasieg seiner Mannschaft nicht zum Einsatz. Ein Jahr später stand er auch beim Konföderationen-Pokal im Aufgebot, das Tor hütete jedoch wie auch bei Olympia Lux; deswegen erlebte er den Finaleinzug seiner Mannschaft nur von der Bank aus. Caballero debütierte am 23. März 2018 beim 2:0-Sieg im Freundschaftsspiel gegen Italien in der A-Nationalmannschaft. Für die Weltmeisterschaft 2018 in Russland wurde er in den argentinischen Kader berufen.

### Erfolge
Manchester City
- League-Cup-Sieger: 2016

FC Chelsea
- FA-Cup-Sieger: 2018
- UEFA-Europa-League-Sieger: 2018/19
- UEFA-Champions-League-Sieger: 2021

Nationalmannschaft
- U20-Weltmeister: 2001
- Olympiasieger: 2004

## Trainerkarriere
Nach Ende seiner Karriere als Profifußballer wurde Caballero im Juli 2023 zusammen mit Danny Walker der Co-Trainer von Enzo Maresca bei Leicester City.